# Abronia ramirezi
Abronia ramirezi (абронія Раміреса) — вид веретільницеподібних ящірок родини веретільницевих (Anguidae). Ендемік Мексики.

## Поширення і екологія
Абронії Раміреса відомі з типової місцевості, розташованої в горах Сьєрра-Мадре-де-Чіапас на заході мексиканського штату Чіапас. Вони живуть в гірських тропічних лісах, на висоті понад 800 м над рівнем моря. Ведуть деревний спосіб життя.